# Elogio de la locura
Elogio de la locura o Alabanza de la estupidez es un ensayo escrito por Erasmo de Róterdam e impreso por primera vez en 1511. Está inspirado en De triumpho stultitiae, del italiano Faustino Perisauli, natural de Tredozio (Forlì). En una traducción aparece como título «Elogio de la necedad» porque moria (en griego) es "necedad", "insensatez" o "locura".
Según palabras del propio Erasmo, tras redactarlo en una semana revisó y desarrolló el trabajo durante una estancia en la casa que tenía su amigo Tomás Moro en Bucklersbury. El título, en un sentido doble típico de la obra, también puede entenderse como "Elogio de [Tomás] Moro".
Se considera el Elogio de la locura como una de las obras más influyentes de la literatura occidental y uno de los catalizadores de la reforma protestante.

## Reseña
La obra comienza con una loca satírica (un fragmento de virtuosa locura) a la manera del autor griego Luciano de Samósata, cuya obra había sido traducida hacía poco al latín por el propio Erasmo y por Tomás Moro. Tras esto, el tono se ensombrece con una serie de discursos solemnes, en los que la estulticia hace un elogio de la ceguera y la demencia y en los que se realiza un examen satírico de las supersticiones y de las prácticas piadosas y corruptas de la Iglesia católica, así como de la locura de los pedantes (entre los que se incluye el propio Erasmo). El autor había regresado recientemente de Roma profundamente decepcionado y donde se había lamentado de la evolución que veía en la Curia Romana; poco a poco la locura toma la voz de Erasmo.
En la obra se hace una relación puntual de las "ventajas" de la Estulticia sobre la Razón; señala cuán felices son los hombres cuando viven arropados por la necedad, situación de la que no escapan ni siquiera los Gramáticos, los Filósofos, los Teólogos, los Papas, los Obispos Germánicos, los Reyes ni los Príncipes. La estulticia se presenta ante un auditorio donde desarrolla un elogio de sí misma, logrando que su sola presencia desarrugue entrecejos y produzca cálidas sonrisas. Enumera una por una sus cualidades, vanagloriándose de que sus muchos beneficios se reparten entre todo tipo de personas: desde el vulgo que se contenta con pláticas de viejas, hasta los reyes y eclesiásticos que se embriagan con toda clase de diversiones.
La ignorancia da razón de sus orígenes (Las Islas Afortunadas), de sus padres (Pluto y Hebe) y del cortejo que la acompaña en su tarea de hacer más agradable la vida del género humano (la Adulación, el Amor Propio, la Demencia, la Pereza, la Molicie, el Olvido y la Voluptuosidad); se lamenta de quienes reniegan de su nombre, pese a ser grandes beneficiarios de sus dones; efectúa una sátira de los leguleyos y de los médicos; de los estudiosos exhibe su desdén y patanería, dejando en claro que las mujeres prefieren la compañía de los necios; exhibe a los comerciantes, describiendo cómo son sus indulgencias la llave para seguir cometiendo sus fechorías; y del clero, desde los mendicantes hasta el Papa, muestra qué tan cerca están de la vanidad como lejos de Jesucristo.

## Características
Erasmo era un gran amigo de Tomás Moro, con el que compartía, además de su fe cristiana, el gusto por el humor frío y el retruécano intelectual. El título mismo, en griego, puede ser entendido como un Elogio de Moro. En el texto abundan dobles e incluso triples significados.
La locura se presenta como una diosa, hija de Pluto y de la Juventud (Hebe), criada por ebriedad y la ignorancia; entre sus compañeros fieles se encuentran Philautia (el narcisismo), Kolakia (la adulación), Leteo (el olvido), Misoponia (la pereza), Hedone (el placer), Anoia (la demencia), Tryphé (la irreflexión), Komos (la intemperancia) y Eegretos Hypnos (el sueño profundo).

### Estilo
La introducción está escrita en un estilo extremadamente elevado y complicado, haciendo gala del dominio de una prosa latina de corte ciceroniano. El resto del libro hace uso de un estilo algo más sencillo.

## Influencia
El Elogio de la locura conoció un enorme éxito popular, para sorpresa de Erasmo y, a veces, para su disgusto. El Papa León X la encontró divertida. Antes de la muerte de Erasmo ya había sido traducida al francés y al alemán, y pronto le seguiría una edición en inglés. Una edición de 1511 fue ilustrada con grabados en madera de Hans Holbein, que se han convertido en las ilustraciones más difundidas de la obra.
Influyó en la enseñanza de la retórica durante el siglo XVI, y el arte de la adoxografía (el elogio de cosas sin valor) se convirtió en un ejercicio popular entre los estudiantes isabelinos.